# Arik Benado
Ariel "Arik" Benado - em hebraico, אריאל "אריק" בנאדו (Haifa, 5 de dezembro de 1973) é um ex-futebolista israelense.
Revelado pelo Maccabi Haifa (clube onde sei pai, Shlomo, também havia jogado) em 1990, foi promovido ao time principal no ano seguinte. Seria nos verdes que Benado viveria sua melhor fase na carreira, conquistando 15 títulos com a equipe, onde atuou em 400 jogos, marcando nove gols.
A outra equipe defendida por Benado foi o Beitar Jerusalém, entre 1994 e 1996 e entre 2006 e 2010. Nestes dois períodos, obteve cinco títulos. Pela equipe aurinegra, disputou 169 partidas, marcando dois gols. Benado encerrou sua carreira em 2011.

## Seleção
Com a camisa da Seleção Israelense de Futebol, Benado fez 96 partidas entre 1995 e 2007, número que faz dele o segundo jogador com o mais partidas  disputados pela equipe, superado apenas pelo Yossi Benayoun, com 102 partidas. Ainda atuou em 39 partidas pela seleção sub-21 entre 1992 e 1995, marcando um gol. Este foi, inclusive, o único gol marcado por ele em sua carreira internacional.

## Carreira de treinador
Desde 2012, Benado exerce a função de treinador, iniciando-a justamente no Maccabi Haifa, como técnico das categorias de base. Foi escolhido como técnico interino em novembro,  e promovido ao comando da equipe principal no mesmo ano, deixando o clube para trabalhar como assistente-técnico de Eli Guttman na seleção israelense.